# Operacja Anger
Operacja Anger (inne nazwy: operacja Quick Anger, druga bitwa o Arnhem, wyzwolenie Arnhem) – aliancka operacja wojskowa mającą na celu zdobycie holenderskiego miasta Arnhem w kwietniu 1945 r. pod koniec II wojny światowej. Operacja była częścią wyzwolenia Holandii przez 1 Armię Kanadyjską i została przeprowadzona siłami brytyjskiej 49 Dywizji Piechoty West Riding, wspieranej przez pojazdy pancerne kanadyjskiej 5 Dywizji Pancernej, samoloty Royal Air Force oraz okręty Royal Navy.
Alianci po raz pierwszy próbowali wyzwolić Arnhem we wrześniu 1944 r. podczas operacji Market Garden. Złe planowanie, nieoczekiwana obecność niemieckich jednostek pancernych i opóźniony atak sił lądowych spowodowały jednak, że brytyjska 1 Dywizja Powietrznodesantowa została pokonana, a front ustabilizował się na południe od miasta. Kolejne plany przejęcia Arnhem pojawiły się w nowym roku, kiedy 1 Armia Kanadyjska szukała sposobów połączenia swoich jednostek napływających do Holandii. Jednak dopiero w kwietniu wyzwolenie miasta stało się możliwe. Po zajęciu przez II Korpus Kanadyjski wschodniego brzegu rzeki IJssel i ruszeniu na północ, I Korpus Kanadyjski przygotował się do bezpośredniego ataku na Arnhem.
Operacja rozpoczęła się 12 kwietnia 1945 r., gdy trzy brygady piechoty 49 Dywizji ruszyły przez miasto stosując taktykę ognia i ruchu. Po czterech dniach Arnhem było całkowicie pod kontrolą aliantów, umożliwiając Kanadyjczykom dalsze natarcie w Holandii. Niecałe dwa tygodnie po bitwie rozejm doprowadził do zakończenia poważnych operacji bojowych w kraju, a 5 maja niemiecki naczelny dowódca w Holandii poddał się armii kanadyjskiej. Trzy dni później Niemcy skapitulowały, kończąc II wojnę światową w Europie.

## Tło sytuacyjne

### Pierwsza bitwa o Arnhem
We wrześniu 1944 r. alianci rozpoczęli operację Market Garden, próbując obejść linię Zygfryda i otworzyć drogę do Zagłębia Ruhry poprzez przejęcie kontroli nad strategicznymi mostami na rzekach Ren, Moza i Waal. Brytyjska 1 Dywizja Powietrznodesantowa wylądowała na spadochronach i w szybowcach pod Arnhem i walczyła przez dziewięć dni o most w Arnhem oraz w rejonie Oosterbeek i Driel, wspierana przez polską 1 Samodzielną Brygadę Spadochronową. Jednak natarcie sił naziemnych 2 Armii nie dotarło do Arnhem, w wyniku czego brytyjska 1 Dywizja oraz polska brygada zostały unicestwione. Po wycofaniu się resztek sił alianckich na południe od Dolnego Renu, linia frontu ustabilizowała się na „wyspie” (polder pomiędzy Nijmegen i Arnhem) na całą jesień i zimę.
Mieszkańcy Arnhem i Oosterbeek (z których ponad 450 zginęło podczas bitwy) zostali eksmitowani ze swoich domów, które następnie systematycznie rabowano ze wszystkiego, co wartościowe, aby pomóc uchodźcom z Prus Wschodnich. Opróżnione siedziby ludzkie zostały następnie przekształcone w silne pozycje obronne, aby przeciwstawić się przyszłym atakom nieprzyjaciela. Most drogowy w Arnhem, o który Brytyjczycy tak ciężko walczyli, został zbombardowany przez aliantów w październiku 1944 r., aby uniemożliwić jego użycie przez Niemców. Samo Arnhem ostrzelała aliancka artyleria zimą, miasto zostało też trafione przez spadające przedwcześnie rakiety V-2 wystrzeliwane przez Niemców. W odwecie za strajk holenderskich kolejarzy, który miał pomóc aliantom we wrześniu, Niemcy zakazali wszelkiego transportu lądowego. Spowodowało to paraliż dostaw żywności na północ, południe i zachód kraju, przez co tysiące Holendrów zmarło z głodu w czasie tzw. głodowej zimy (nider. Hongerwinter).

### Forsowanie Dolnego Renu
W lutym 1945 r. alianci uruchomili operacje Veritable i Grenade, uderzając na wschód z terenów zdobytych podczas operacji Market Garden bezpośrednio w stronę Niemiec. Utorowały one drogę operacjom Plunder i Varsity, umożliwiając przekroczenie rzeki Ren na północ od Arnhem. 21 Grupa Armii szybko nacierała w kierunku północno-zachodnich Niemiec. Podczas gdy brytyjska 2 Armia wkroczyła do zachodnich Niemiec, kanadyjska 1 Armia gen. Harry'ego Crerara otrzymała zadanie wyzwolenia Holandii.
Armii Kanadyjskiej polecono rozpocząć przygotowania do ataku w całym rejonie Dolnego Renu już w momencie, kiedy przejęła ona odpowiedzialność za wybrzuszenie Nijmegen w listopadzie, ale wszelkie plany ofensywne zostały opóźnione przez zimę i późniejszy przydział zasobów, który faworyzował operację Veritable w Reichswaldzie kosztem Kanadyjczyków na holenderskim odcinku frontu. Jednak po tej operacji gen. Crerar dostrzegł zalety kontrolowania Arnhem i otwarcia trasy do Emmerich podczas zbliżającej się przeprawy przez Ren. Pierwszy projekt planu zdobycia miasta, znany jako operacja Anger, został opracowany w lutym jako operacja pomocnicza dla operacji Plunder, ale gen. Charles Foulkes, dowódca niedawno przybyłego I Korpusu Kanadyjskiego, uznał, że bezpieczniej jest poczekać na linii Renu do momentu jego sforsowania przed rozpoczęciem ataku na Arnhem, a operacja Anger została odłożona na później.

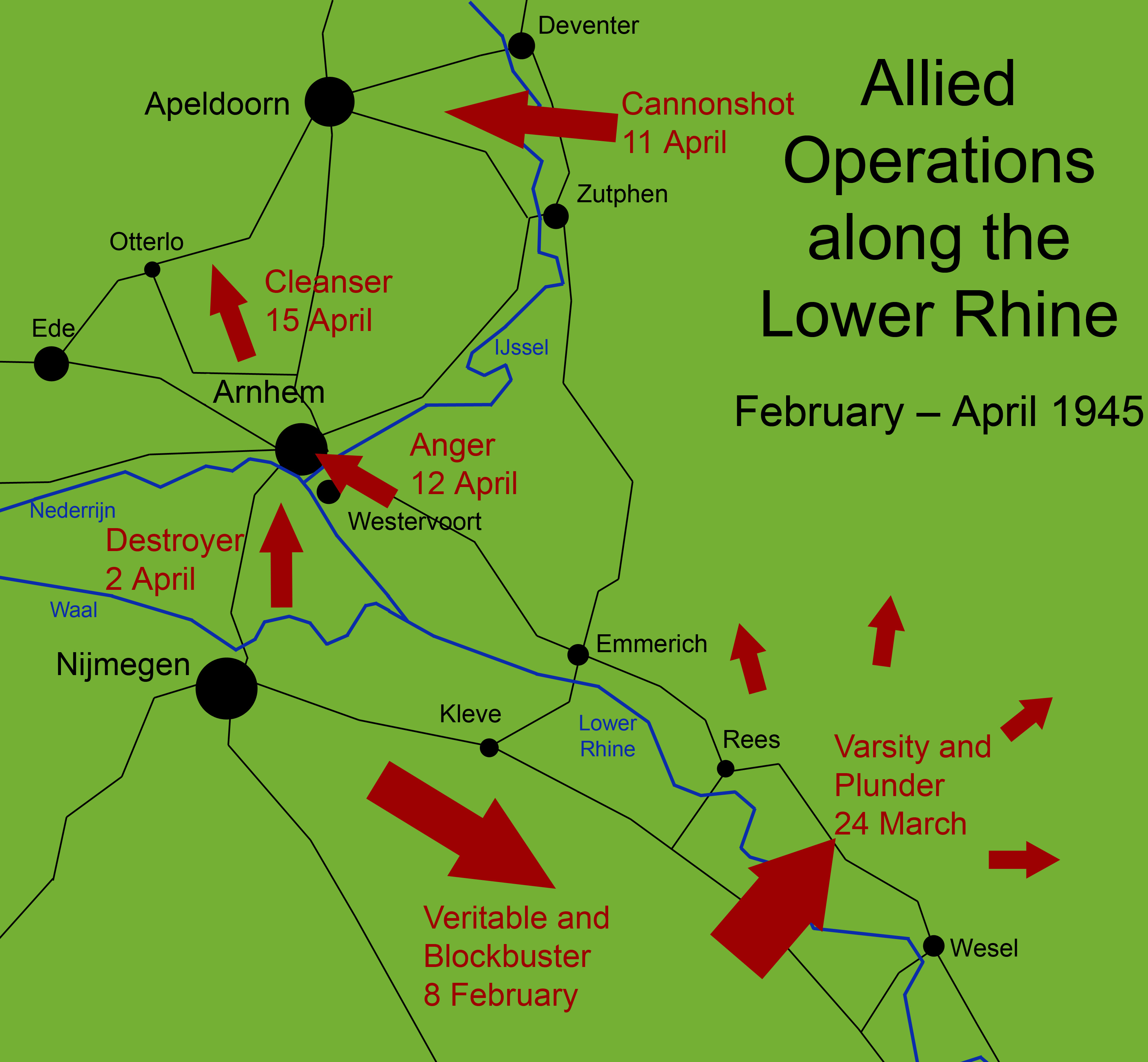
Schemat głównych operacji alianckich, które miały miejsce w lutym, marcu i kwietniu 1945 r.

Po operacji Plunder, II Korpus Kanadyjski pod dowództwem gen. Guya Simondsa uderzył na zachód i zajął Emmerich, zbliżając się do IJssel od wschodu. Crerar dostrzegł okazję, aby zdobyć Arnhem i otworzyć drogę między tym miastem a Zutphen na północy i nakazał swoim dwóm dowódcom korpusów odpowiednio skoordynować ich ataki. Obawiał się jednak zaatakować Arnhem, zanim na rzece IJssel nie zostaną położone mosty pontonowe dalej na północ.
W marcu 49 Dywizja Piechoty West Riding, która od listopada stacjonowała na wyspie Nijmegen, atakowała na szpicy I Korpusu Kanadyjskiego. 2 kwietnia dywizja, wspierana przez jednostki kanadyjskie, przeprowadziła operację Destroyer mającą na celu oczyszczenie tego rejonu, starannie koordynując początkowy atak, tak aby zbiegł się w czasie z działaniami II Korpusu na wschodnim brzegu IJssel. 3 kwietnia elementy I Korpusu przekroczyły Dolny Ren na wschód od IJssel i spotkały jednostki II Korpusu w mieście Westervoort naprzeciw Arnhem. Reszta wyspy została oczyszczona w ciągu następnego dnia, a alianci zajęli południowy brzeg Dolnego Renu, przygotowując się do ataku na Arnhem.
Pierwotny (lutowy) plan operacji Anger zakładał natychmiastowe przekroczenie Dolnego Renu w pobliżu Oosterbeek, gdy tylko sytuacja na to pozwoli (operacja Quick Anger). Ewentualnie, gdyby niemiecka obrona została uznana za zbyt silną, skoncentrowano by się na przeprawie poniżej miasta Renkum (operacja Anger). Jednak gen. Crerar orzekł, że nie można przeprowadzić operacji przeciwko Arnhem, dopóki II Korpus nie przekroczy IJssel i nie zbliży się do Apeldoorn, więc operacja Anger nie mogła jeszcze zostać wdrożona. Dodatkowo patrole 3 i 4 kwietnia ustaliły, że niemieckie stanowiska obserwacyjne i pozycje na Wzgórzach Westerbouwing z widokiem na rzekę powodowałyby, że przekroczenie Dolnego Renu byłoby bardzo niebezpieczne. Podjęto próby stworzenia zasłon dymnych osłaniających południowy brzeg Dolnego Renu przed wzorkiem niemieckich obserwatorów; technika ta okazała się skuteczna w przygotowaniach do operacji Plunder. Zasłona dymna rozciągała się od miasta Randwijk, 16 kilometrów na zachód od Arnhem, wzdłuż południowego brzegu rzeki do Huissen, na południe od Arnhem, ale silne wiatry i brak odpowiednich generatorów zmniejszały jej skuteczność. Ponadto ziemia na wyspie stawała się coraz bardziej grząska i 7 kwietnia, po rozważeniu różnych alternatyw, gen. Foulkes zdecydował, że Arnhem musi zostać zaatakowane ze wschodu, przez IJssel.

## Przygotowania

### Siły alianckie

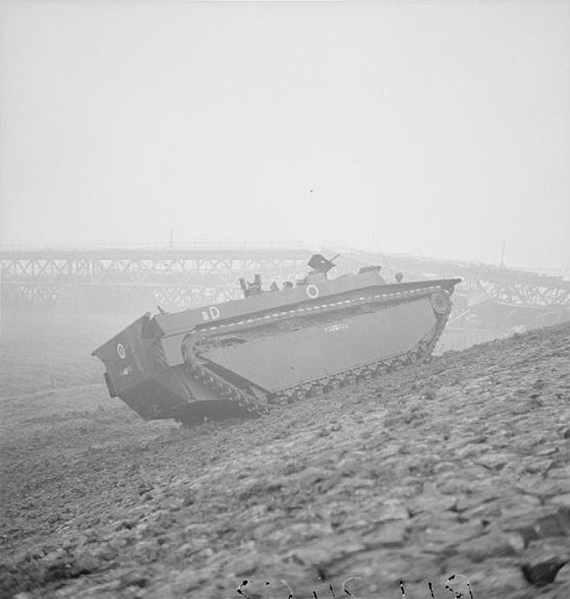
Amfibia Buffalo po przekroczeniu rzeki IJssel 13 kwietnia 1945 r. W tle widać zniszczony most kolejowy

Atak na Arnhem opóźniono, gdy 49 Dywizja została przeniesiona do Westervoort, a II Korpus Kanadyjski przygotował się do przepłynięcia IJssel dalej na północ. Relokacje spowodowały poważne problemy logistyczne, ponieważ drogi wokół wyspy i Westervoort stały się zatłoczone. Opóźnienie to wywołało obawy, że wróg będzie miał czas na przygotowanie się do obrony, ale nawet w takim przypadku Niemcy nie mieli już ani żołnierzy, ani sprzętu, aby poprawić swoją sytuację.
Atak miał przebiegać w trzech fazach. Początkowe natarcie przeprowadzała brytyjska 56 Brygada Piechoty, która nocą miała sforsować IJssel w amfibiach Buffalo należących do kanadyjskiego Pułku Ontario, aby oczyścić wschodnie i południowe dzielnice miasta. W fazie drugiej 146 Brygada Piechoty miała posunąć się naprzód i zaatakować wzniesienie na północ od Arnhem. W trzeciej fazie 147 Brygada Piechoty dostała zadanie przejścia przez pozycje 56 Brygady i zabezpieczenia północnego brzegu Dolnego Renu na zachód od miasta. Oczyszczenie wzgórz wokół Arnhem miało umożliwić kanadyjskiej 5 Dywizji Pancernej uderzenie przez miasto, a I Korpusowi wznowienie swojego ataku na zachód. Na potrzeby operacji Brytyjczycy przejęli dowództwo nad kilkoma jednostkami kanadyjskimi, a także przydzielono im czołgi Churchill Crocodile wyposażone w miotacze płomieni z 79 Dywizji Pancernej. Większość kanadyjskiej 1 Dywizji Piechoty i 5 Dywizji Pancernej zostało rozmieszczonych w odwodzie, a sformowana ad hoc grupa bojowa nazwana od nazwiska dowódcy Murphyforce miała prowadzić działania dywersyjne na południe od Dolnego Renu.
Przeprawie przez rzekę miała pomagać 552 Flotylla Desantowa Royal Navy, która dostarczyła kilka okrętów desantowych użytych wcześniej w operacji Plunder, a Royal Army Service Corps, jednostka przeznaczona do zapewniania transportu rzecznego, przeprawiłyby piechotę w pojazdach DUKW. Kanadyjscy Inżynierowie Królewscy z I Korpusu dostali za zadanie przerzucić przez rzekę cztery mosty pontonowe (dwa na IJssel i dwa na Dolnym Renie), kiedy tylko szpica atakującej piechoty zdobędzie przyczółki na drugim brzegu. Mieli również zbudować most Baileya, gdy tylko pozwoli na to sytuacja. Jeden most został zbudowany już wcześniej w górę rzeki na wysokości Doornenburg i tuż przed atakiem został przeniesiony bliżej IJssel. Gdy tylko sytuacja miała to umożliwić, most ten miał zostać ponownie przeniesiony na pozycję pomiędzy Westervoort i Arnhem, co pozwolić miało pojazdom pancernym pokonać rzekę znacznie szybciej, niż mógł się tego spodziewać wróg. Kanadyjscy pionierzy położyli zasłonę dymną nad Arnhem podczas ataku, a w trakcie przygotowań do bitwy nieustannie utrzymywali ścianę dymu wzdłuż Dolnego Renu, mając nadzieję, że wprowadzą Niemców w błąd co do rzeczywistego miejsca przeprawy.

### Siły niemieckie
Siły niemieckie w Holandii pod dowództwem gen. Johannesa Blaskowitza otrzymały zbiorcze miano Fortecy Holandia (niem. Festung Holland), chociaż zmiana nazwy miała niewielki wpływ na żołnierzy. Rozmieszczenie sił w poprzednim roku, tworzone ad hoc Kampfgruppe (Grupy bojowe) i kanibalizowanie jednostek utrudniały alianckiemu wywiadowi określenie rzeczywistej siły niemieckiej na północ od Renu i trudno było ustalić ich liczebność nawet przez kilka lata po wojnie. Uważa się, że około 10 tys. żołnierzy niemieckiego XXX Korpusu przebywało w rejonie Arnhem – Apeldoorn pod dowództwem gen. Philippa Kleffela. Obszar Arnhem okupował ok. 1 tys. żołnierzy z 346 Dywizji Piechoty, 858 Pułku Grenadierów i innych jednostek, w tym słuchaczy dywizyjnej szkoły bojowej, spadochroniarzy i holenderskich esesmanów. Oprócz naturalnej linii obrony zapewnianej przez rzeki i wzniesienia na północ i zachód od miasta, samo Arnhem zostało przekształcone w silną pozycję obronną po bitwie stoczonej w poprzednim roku. Już w dniu pierwszego ataku na Arnhem, szef niemieckiego aparatu represji Heinrich Himmler wydał dekret mówiący o tym, że wszystkie miasta w Holandii mają być bronione za wszelką cenę, a odwrót będzie karany śmiercią.

## Bitwa

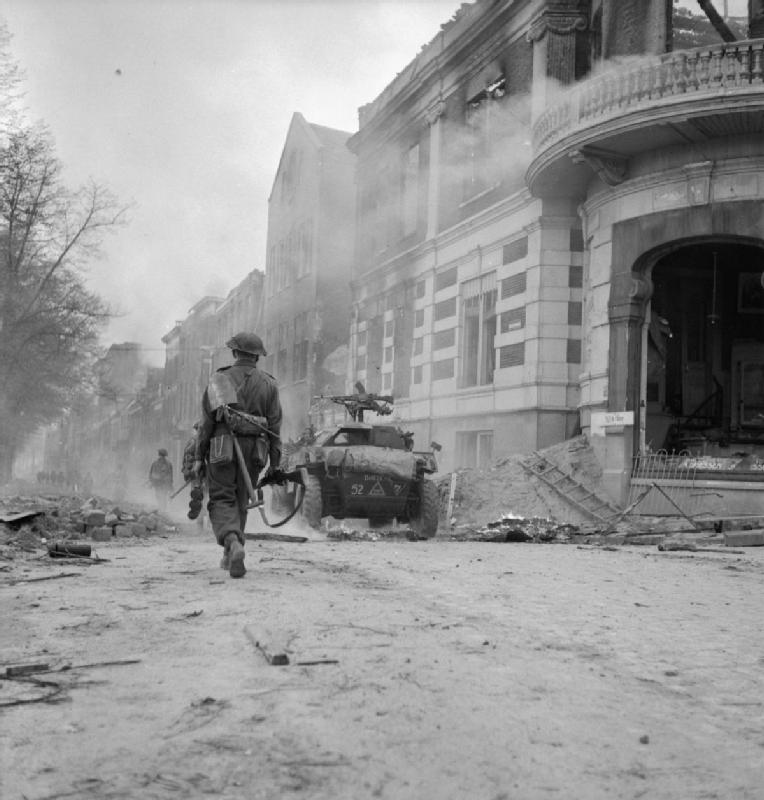
Brytyjska piechota i samochód pancerny Humber Scout Car nacierają przez Arnhem, 14 kwietnia 1945 r.

11 kwietnia II Korpus rozpoczął operację Cannonshot, forsowanie rzeki IJssel na północ w Deventer, przed uderzeniem na zachód w kierunku Apeldoorn. Rankiem 12 kwietnia gen. Foulkes został poinformowany, że operacja jest już w toku, po czym nakazał 49 Dywizji rozpocząć atak tego wieczora. Przez cały dzień alianci ostrzeliwali pozycje wroga w Arnhem przy użyciu artylerii i lotnictwa. RAF oddelegował do tego zadania 36 myśliwców Supermarine Spitfire uzbrojonych w rakiety niekierowane oraz 83 myśliwce bombardujące Hawker Typhoon w celu zmiękczenia niemieckich pozycji, a ich atak poprzedził jeden z najcięższych ostrzałów artyleryjskich w wykonaniu I Korpusu Kanadyjskiego. Jedna tylko bateria ośmiu dział wystrzeliła 640 pocisków w ciągu dziesięciu minut (średnio osiem pocisków na armatę przez minutę), a Korpus Pionierów wystrzelił 30 tys. pocisków dymnych w trakcie bitwy. Działania dywersyjne na południe od Dolnego Renu wywołały silną reakcję Niemców, która sugeruje, że prawdopodobnie przygotowywali się oni na atak z południa, a nie ze wschodu.

### Faza pierwsza
Początkowy atak nie przebiegał całkowicie zgodnie z planem. Przeprawa miała się rozpocząć o godzinie 22:40, ale opóźniło ją spóźnione przybycie kilku pojazdów desantowych. Dodatkowo kilka ładunków wybuchowych umieszczonych na wschodnim brzegu rzeki, mających na celu oczyszczenie ścieżki przez pola minowe, nie wybuchło. 2. batalion Pułku Gloucestershire odkrył następnie, że kilka amfibii Buffalo ma problemy z silnikiem, więc kompanie musiały sforsować rzekę osobno, a nie zgodnie z planem w jednym rzucie. Mimo to, cztery kompanie 2. batalionu zaczęły przepływać rzekę, a ich drogę oświetlał księżyc Monty' ego (światło reflektorów odbijające się od chmur) oraz działa przeciwlotnicze Bofors strzelające pociskami smugowymi w kierunku ataku. Pod osłoną ciężkich karabinów maszynowych i moździerzy pierwsza kompania dotarła do zachodniego brzegu IJssel o 23:15. Brytyjczycy zaczęli szturmować swoje cele wzdłuż brzegu rzeki w obliczu lekkiego oporu wroga, tracąc 32 ludzi. Po niewielkim opóźnieniu zabezpieczyli przyczółek dla mostu Baileya, a o godz. 12:50 następnego dnia Kanadyjscy Inżynierowie Królewscy zaczęli rozstawiać elementy mostu na miejscu. Druga fala; 2. batalion Pułku The South Wales Borderers przekroczył rzekę pod ciężkim ostrzałem nieprzyjacielskiej artylerii. Ich okręt desantowy dryfował w dół rzeki podczas przeprawy, ale gdy tylko dobił do brzegu, żołnierze szybko wkroczyli do miasta. Jednak ich postęp utknął w martwym punkcie i 1. kompania 7. batalionu Pułku Duke of Wellington's, pierwotnie przeznaczona do przekroczenia  rzeki dopiero w fazie trzeciej, została wysłana, aby ich wesprzeć. O 7:00 2. batalion Pułku Essex był już po drugiej stronie rzeki, a do 8:45 Kanadyjscy Inżynierowie Królewscy zorganizowali most pontonowy, co umożliwiło przeprawianie czołgów Pułku Ontario na drugi brzeg.

### Faza druga

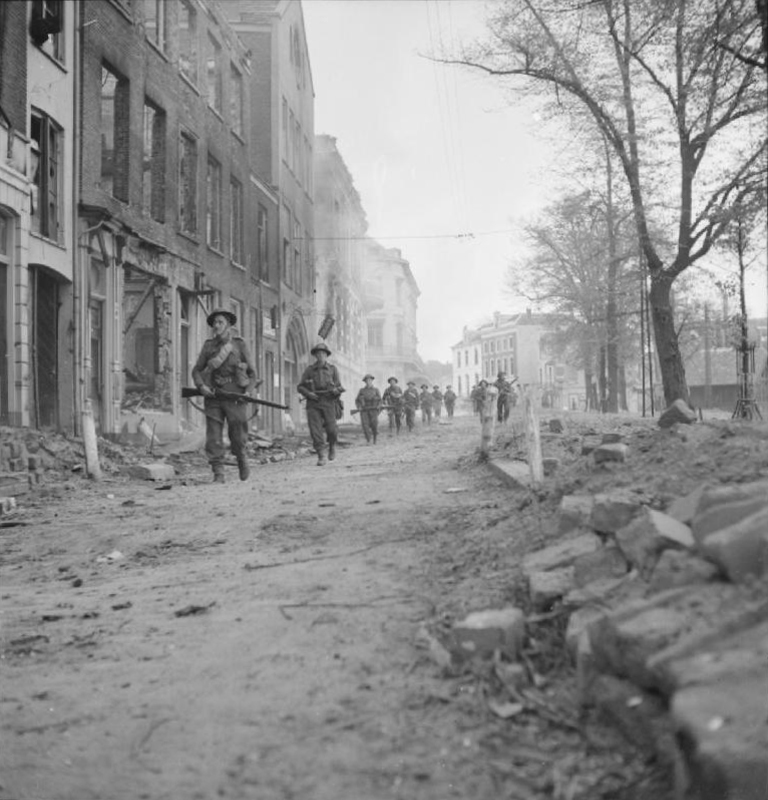
Patrol bojowy w Arnhem, 14 kwietnia 1945 r.

Kanadyjscy Inżynierowie Królewscy kontynuowali budowę mostu Baileya przez całą noc, a 12 godzin po rozpoczęciu ataku przez IJssel przebiegał już normalny ruch piechoty i pojazdów. Pozwoliło to na kontynuację fazy drugiej operacji, a wkrótce oddziały 146 Brygady i czołgi Pułku Ontario przemieściły się na pozycje 56 Brygady. Rano napotykali stosunkowo niewielki opór, chociaż żołnierze Pułku The South Wales Borderers musieli odeprzeć lokalny kontratak w pobliżu węzła kolejowego. Późnym rankiem Brytyjczycy ruszyli w kierunku dużego kompleksu fabrycznego Enka BV we wschodniej części miasta, w którym batalion niemieckiej 346 Dywizji Piechoty i żołnierze 46. fortecznego batalionu karabinów maszynowych ustanowili mocne pozycje obronne. Niemcy przenieśli się rano z Oosterbeek i tym samym uniknęli wcześniejszych bombardowań. 4. batalion Pułku Lincolnshire otrzymał zadanie oczyszczenia kompleksu, chociaż Niemcy, będąc stosunkowo wypoczęci, byli w stanie stawić na jakiś czas opór. Przy wsparciu czołgów Pułku Ontario i pojazdów specjalistycznych 79 Dywizji Pancernej udało się ostatecznie pokonać Niemców po bitwie, która trwała przez większość dnia. Do wieczora 13 kwietnia większość oporu w mieście została stłumiona, a 147 Brygada przygotowywała się do przejścia do Arnhem.

### Faza trzecia
147 Brygada przekroczyła Dolny Ren z wyspy Nijmegen w nocy, a rano 14 kwietnia była gotowa do przejścia przez pozycje 56 Brygady. Do tej pory niemiecka obrona praktycznie rozpadła się, ale w miarę postępów bataliony 147 Brygady napotkały znaczną liczbę min-pułapek i przeszkód mających spowalniać ich marsz. Kompania D Pułku Duke of Wellington's wzięła w zasadzkę trzy jadące w ich stronę francuskie czołgi Char B1 (zdobyte przez Niemców podczas kampanii francuskiej w 1940 r.), które uważali za szpicę niemieckiego kontrataku, chociaż potem okazało się, że Niemcy nie mieli pojęcia, iż Brytyjczycy w ogóle tam są. Później tego samego dnia holenderscy żołnierze 34 Dywizji Grenadierów SS Landstorm Nederland wspierani pojazdami pancernymi kontratakowali w kierunku pozycji Pułku Duke of Wellington's. Holendrzy zostali ostatecznie pobici po ciężkich walkach, w których obezwładniono wszystkie ich czołgi, ale udało im się stępić późniejszy atak Brytyjczyków na ich sektor obrony. Pod koniec dnia jednostki alianckie osiągnęły wszystkie swoje cele, a większość Arnhem została wyzwolona. 5 Dywizja Pancerna zaczęła przenosić się na wzniesienie na północ od miasta, gdzie spotkała elementy jednostek SAS, które działały za liniami wroga od początku miesiąca. 15 kwietnia Pułk Duke of Wellington's zajął miejskie zoo i po odkryciu żywego niedźwiedzia polarnego ofiarował go swojemu dowódcy brygady, który jednak odmówił przyjęcia podarunku. 15 i 16 kwietnia Niemcy zostali wyparci z rejonu Velp i okolic, co zakończyło operację Anger.

## Następstwa

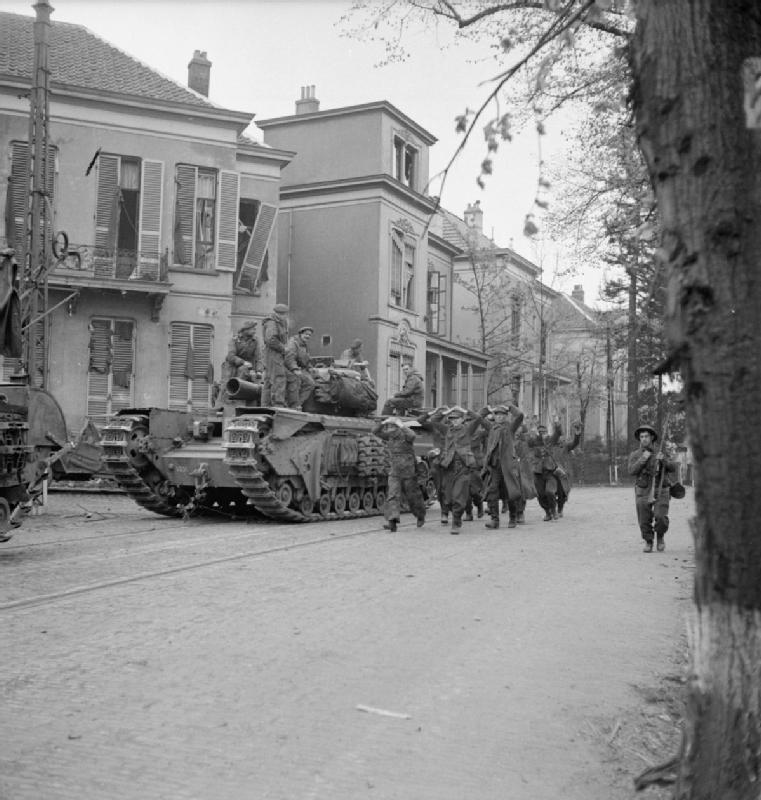
Niemieccy jeńcy wojenni maszerują obok czołgu Churchill AVRE po zakończeniu walk o Arnhem

Alianci wyzwolili kompletnie zrujnowane miasto. Po grabieży dokonanej w poprzednim roku domy nie były niczym więcej niż pustymi ruinami, pozbawionymi mebli, artykułów gospodarstwa domowego, a nawet drzwi. Korespondent Canadian Broadcasting Corporation, Matthew Halton opisał miasto jako „opuszczoną, płonącą skorupę”, a w dzienniku wojennym 49 Dywizji zanotowano, że „żadne miasto nigdy nie zostało bardziej bezmyślnie zniszczone”. Pozostałości pierwszej bitwy o Arnhem leżały wszędzie, a wyzwolenie w 1945 r. porównywano do „wejścia do starożytnego grobowca”.
Natarcie alianckie było kontynuowane. Kanadyjska 5 Dywizja Pancerna ruszyła przez Arnhem w kierunku wzniesienia na północ od miasta w nocy z 14 na 15 kwietnia. Zamiast realizować pierwotny plan skierowania się na zachód, dywizja otrzymała nową misję znaną jako operacja Cleanser i przeniosła się na północ, aby zabezpieczyć miasta pomiędzy Arnhem a IJssel. Duże niemieckie siły kontratakowały w stronę 5 Dywizji w nocy z 16 na 17 kwietnia w Otterlo, mając nadzieję na przebicie się na zachód, ale zostały odparte przy ciężkich stratach. 17 kwietnia 49 Dywizja zaatakowała Ede, okupowane przez holenderskie SS i wyzwoliła miasto w ciągu 24 godzin. 27 kwietnia wszedł w życie tymczasowy rozejm, umożliwiający dystrybucję pomocy żywnościowej głodującym holenderskim cywilom na obszarach kontrolowanych przez Niemców (operacja Manna), a 5 maja gen. Blaskowitz zgodził się na bezwarunkową kapitulację wszystkich sił niemieckich w Holandii.
Brytyjczycy odnotowali straty w wysokości 62 zabitych i 134 rannych w akcji, chociaż nie jest jasne, czy obejmuje to również straty kanadyjskie. Dane niemieckie są nieprecyzyjne, a liczba wziętych jeńców waha się od 601 w niektórych źródłach do 1600 w innych. Straty niemieckie w zabitych i rannych są nieznane, chociaż mogły wynosić nawet 3 tys. żołnierzy. Większość żołnierzy alianckich zabitych podczas bitwy została pochowana na Cmentarzu Wojennym w Arnhem-Oosterbeek już po zakończeniu działań wojennych, podczas gdy Niemcy pogrzebani na lokalnych cmentarzach lub w grobach polowych zostali ostatecznie ponownie pochowani na cmentarzu w Ysselsteyn, podobnie jak większość Niemców zabitych w czasie kampanii holenderskiej. Jednostki biorące udział w bitwie otrzymały później tytuł honorowy Arnhem 1945. W 1999 r. Pułk Princess Louise Fusiliers został również uhonorowany w ten sposób, po przeprowadzeniu badań historycznych przez kapitana Sancheza Kinga w celu wykazania uprawnień pułku do noszenia tego tytułu.